# Isabelle de Clare (1226-1264)
Pour les articles homonymes, voir Isabelle de Clare (homonymie).
Isabelle de Clare (2 novembre 1226 - 10 juillet 1264) est la fille de Gilbert de Clare, 4e comte de Hertford et 5e comte de Gloucester, et d'Isabelle le Maréchal.

## Famille
Isabelle est la quatrième de six enfants. Son frère est Richard de Clare, comte de Hertford et de Gloucester. Sa sœur, Amice de Clare, épouse Baudouin de Reviers, 6e comte de Devon et est la mère de Baudouin de Reviers, 7e comte de Devon et d'Isabelle de Reviers, comtesse de Devon. Par le second mariage de sa mère avec Richard de Cornouailles, elle est la demi-sœur aînée d'Henri d'Almayne.
Les grands-parents maternels d'Isabelle sont Guillaume le Maréchal et Isabelle de Clare, comtesse de Pembroke. Ses grands-parents paternels sont Richard de Clare, comte de Hertford, et Amice FitzRobert, comtesse de Gloucester.

## Mariage
Isabelle, âgée de treize ans et demi, est mariée le 12 mai 1240 à Robert de Bruce, 5e seigneur d'Annandale. Isabelle lui apporte en dot le village de Ripe, dans le Sussex.
Le couple a six enfants :
1. Robert (1243-1304), comte de Carrick de jure uxoris,
2. William (?-1294), épousa Élisabeth de Sully, sans descendance,
3. Bernard,
4. John (?-1275),
5. Richard (décédé avant le 26 janvier 1287),
6. Isabella (1249-vers 1284), épouse de Sir John Fitz Marmaduke, elle est inhumée à Easington dans le comté de Durham[1].

Son mari est prétendant au trône d'Écosse après la mort de Marguerite de Norvège. Cependant, c'est son rival, Jean Balliol, qui est élu roi en 1292. Jean Balliol abdique en 1296 et le petit-fils d'Isabelle, Robert, devient roi d'Écosse en 1306.
Isabelle n'est pas témoin de cet événement, étant morte en 1264 à l'âge de trente-sept ans. Son mari s'est marié une seconde fois avec Christina de Ireby, mais ils n'ont pas eu d'enfants.